# Breznik Plešivički
Breznik Plešivički je naseljeno mjesto u Republici Hrvatskoj u Zagrebačkoj županiji. Administrativno je u sastavu Jastrebarskog. Naselje se proteže na površini od 2,10 km².

## Stanovništvo
Prema popisu stanovništva iz 2001. godine Breznik Plešivički ima 134 stanovnika koji žive u 41 kućanstvu. Gustoća naseljenosti iznosi 63,81 st./km².
| broj stanovnika | 79    | 112   | 117   | 125   | 137   | 163   | 138   | 150   | 174   | 179   | 167   | 165   | 143   | 143   | 134   | 123   | 124   |
|                 | 1857. | 1869. | 1880. | 1890. | 1900. | 1910. | 1921. | 1931. | 1948. | 1953. | 1961. | 1971. | 1981. | 1991. | 2001. | 2011. | 2021. |